# جاك بيكنل
جاك بيكنل (بالإنجليزية: Jack Bicknell)‏ هو لاعب كرة قدم أمريكية أمريكي، ولد في 20 فبراير 1938 في نورث بلينفيلد في الولايات المتحدة.